# Charinus bichuetteae
Charinus bichuetteae es una especie de araña del género Charinus, familia Charinidae. Fue descrita científicamente por Giupponi and Miranda en 2016.
Habita en América del Sur.